# 제임스 라이트힐
마이클 제임스 라이트힐 경 FRS FRAeS (1924년 1월 23일 ~ 1998년 7월 17일)은 영국의 응용수학자이다. 공력음향학(aeroacoustics) 분야에서의 연구와 더불어 인공지능에 대한 비관론으로 AI 겨울에 영향을 준 1973년 라이트힐 보고서(Lighthill report)의 작성자로 알려져 있다.
| 아카데믹 오피스 | 아카데믹 오피스                                | 아카데믹 오피스  |
| --------------- | ---------------------------------------------- | ---------------- |
| 이전 폴 디랙    | 케임브리지 대학교 루커스 수학 석좌 교수 1969년 | 이후 스티븐 호킹 |